# Simulateur de vol spatial
Cet article concerne les simulateurs de l'industrie aérospatiale. Pour les jeux vidéo, voir Simulateur de vol spatial (jeu vidéo).

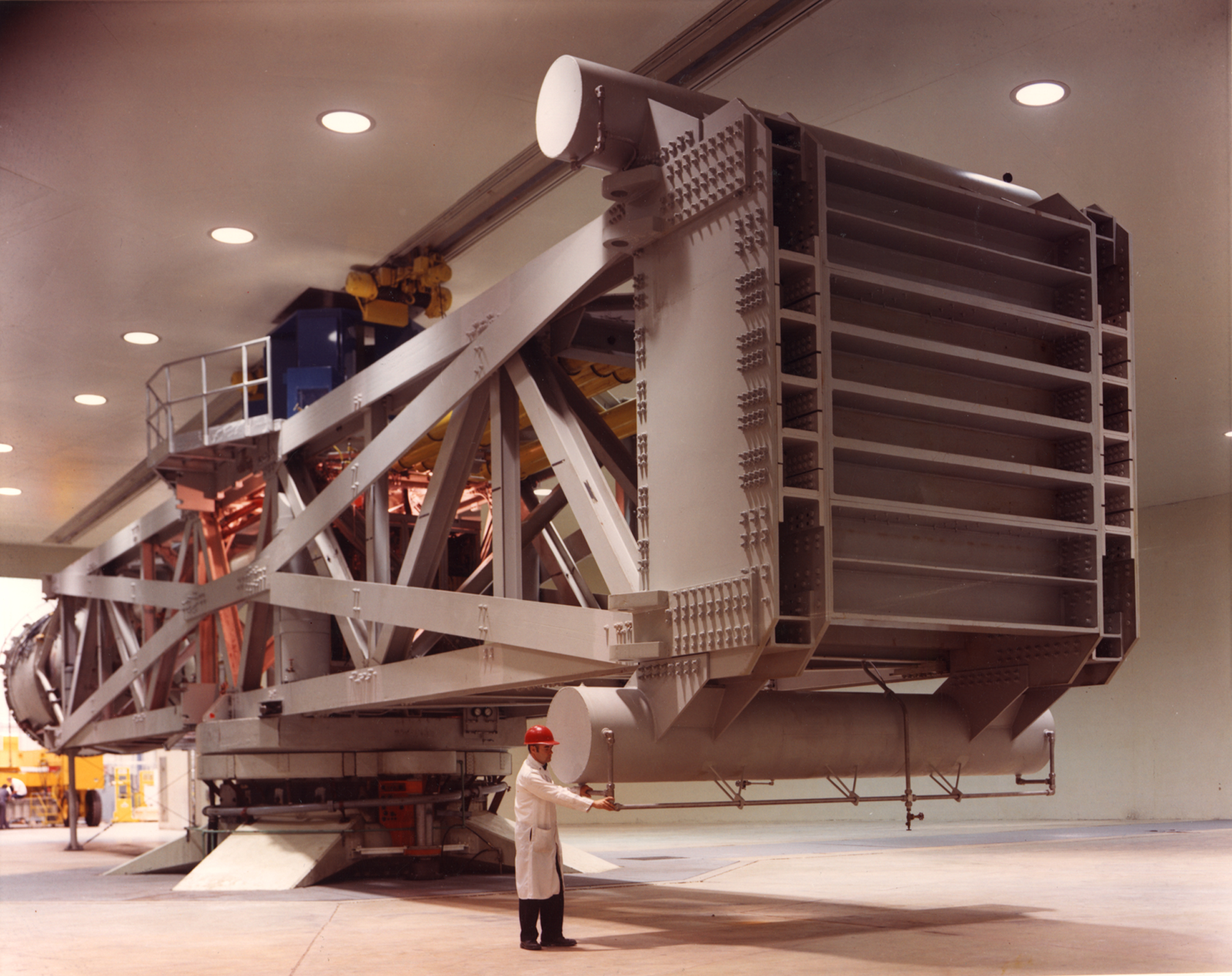
Banc de test (centrifugeuse, vibration) pour équipements spatiaux.

Un simulateur de vol spatial est un système qui essaye de répliquer, ou simuler, l'expérience du vol spatial dans un véhicule spatial aussi précisément que possible. Les différents types de simulateurs de vol vont des reproductions physiques d'habitacle montées sur vérins hydrauliques commandés par une informatique de pointe ou dans des piscines pour simuler l'impesanteur.
Des simulateurs de vol spatial sont employés quasi exclusivement par l'industrie aérospatiale et par les militaires pour la formation des cosmonautes/astronautes/spationautes/taïkonautes, l'évaluation de situations « catastrophes » et en ingénierie pour la construction des engins spatiaux.